# Mo Ostin
Mo Ostin (rodným jménem Morris Meyer Ostrofsky, 27. března 1927 – 31. července 2022) byl americký hudební podnikatel a producent. Narodil se do židovské rodiny v New Yorku, ale vyrůstal v Los Angeles. V roce 1954 začal pracovat jako účetní pro hudební vydavatelství Verve Records. V roce 1960 se stal viceprezidentem nově vzniklého vydavatelství Reprise Records a později se stal prezidentem jeho mateřské společnosti Warner Bros. Records, kde působil až do svého odchodu do důchodu do roku 1995.
Spolupracoval s řadou špičkových umělců a rockových hvězd. V roce 2003 byl uveden do Rock and Roll Hall of Fame.